# Marco Celio Rufo
Marco Celio Rufo (Interamnia Praetuttiorum, 82 a.C. – Thurii, 48 a.C.) è stato un politico e oratore romano. Allievo e amico di Marco Tullio Cicerone, che fu suo maestro nell'arte oratoria, si distinse durante la gioventù per aver intentato alcuni processi contro importanti esponenti dell'aristocrazia senatoria. Nel 56 a.C. fu però a sua volta accusato, anche dalla sua ex amante Clodia, di aver partecipato ad atti di violenza compiuti ai danni degli ambasciatori di Tolomeo XII Aulete, ma fu difeso dallo stesso Cicerone, che pronunciò l'orazione Pro Caelio, e assolto.
Eletto al tribunato della plebe nel 52 a.C., rivestì poi altre magistrature e intraprese un importante scambio epistolare con lo stesso Cicerone, che durò fino al 48 a.C., quando Celio trovò la morte mentre era impegnato ad organizzare un tentativo di rivolta contro Gaio Giulio Cesare.

## Biografia

### La giovinezza
Celio nacque forse a Interamnia Praetuttiorum, l'odierna Teramo nell'82 a.C. da una famiglia di ceto equestre; apprese l'arte retorica da Marco Licinio Crasso e in particolare da Marco Tullio Cicerone, con il quale strinse un legame di profonda amicizia. Grazie alle sue doti di oratore, con cui sperava di elevare la sua posizione sociale, decise dunque di intraprendere come homo novus la carriera politica.
La condotta di Celio fu ambigua in occasione della congiura di Catilina, nel 63 a.C., a cui risulta probabile che il giovane avesse preso parte; tuttavia egli abbandonò i congiurati prima che tentassero di mettere in atto i loro progetti, allontanandosi da Roma e partendo per l'Africa con la spedizione di Q. Pompeo Rufo.
Celio mise in luce le sue capacità oratorie nel 59 a.C., quando, ancora molto giovane, su indicazione di Gaio Giulio Cesare e di Gneo Pompeo Magno, accusò, con successo, di concussione e di lesa maestà Gaio Antonio Ibrida, che era appena rientrato a Roma dalla provincia di Macedonia, che aveva governato come proconsole dal 62 al 61 a.C. Da questo processo ottenne una grande fama, in quanto il difensore dell'accusato era lo stesso Cicerone.
In quegli anni Celio Rufo abitò presso il Palatino nella casa di Publio Clodio Pulcro e intraprese una breve relazione amorosa con Clodia, sorella di Clodio Pulcro. La donna, più anziana di Celio di circa dieci anni, fu cantata da Gaio Valerio Catullo nel suo Liber Catullianus, ed è anche nota come Lesbia.
Al principio del 56 a.C. Celio accusò Lucio Calpurnio Bestia de ambitu, ovvero per i brogli elettorali che questi avrebbe compiuto nella campagna elettorale per l'edilità del 57 a.C., ma in questa circostanza la difesa di Cicerone ebbe la meglio.
Egli, tuttavia, accusò nuovamente, ancora nel 56 a.C., Calpurnio Bestia, imputandogli altri brogli elettorali effettuati, questa volta, nella campagna elettorale dello stesso 56 a.C., ma il processo non ebbe luogo in quanto il figlio di Calpurnio, L. Sempronio Atrantino, insieme a L.
Erennio Balbo e Publio Clodio, accusò a sua volta Celio aprendo la quaestio de vi che lo vedeva accusato di aver partecipato agli atti di violenza contro gli ambasciatori alessandrini giunti a Roma per impedire che il re di Alessandria, Tolomeo XII Aulete, appena destituito, fosse ricondotto al potere grazie all'intervento
dell'esercito di Pompeo. L'accusa de vi era molto grave e aveva precedenza su tutte le altre, tanto che il processo si tenne durante i ludi Megalenses (giochi in onore di Cibele).
Al processo partecipò anche Clodia che, forse con l'intento di vendicarsi dell'amante, formulò contro di lui alcune accuse, sostenendo che Celio le avesse sottratto del denaro o dei gioielli, e che avesse in seguito tentato di avvelenarla. Nella difesa, dapprima intervenne lo stesso Celio, poi Crasso e infine Cicerone, che riuscì a ottenere l'assoluzione del suo assistito e amico pronunciando la famosa orazione Pro Caelio, in cui delineò un ritratto dell'imputato e della sua attività affascinante ma storicamente inesatto e distorto per ragioni di convenienza.

### L'attività politica
Prosciolto dalle accuse, Celio ricoprì il primo incarico politico nel 52 a.C. come tribuno della plebe: coinvolto nelle vicende successive all'uccisione di Clodio per mano di Tito Annio Milone, tentò di favorire la difesa dello stesso Milone di fronte al popolo, e diffuse senza alcun risultato voci secondo le quali era stato lo stesso Clodio a provocare lo scontro in cui gli uomini di Milone lo avevano ucciso. Si pose tuttavia, in questo modo, al fianco del partito senatorio, osteggiando invece la politica di Pompeo.

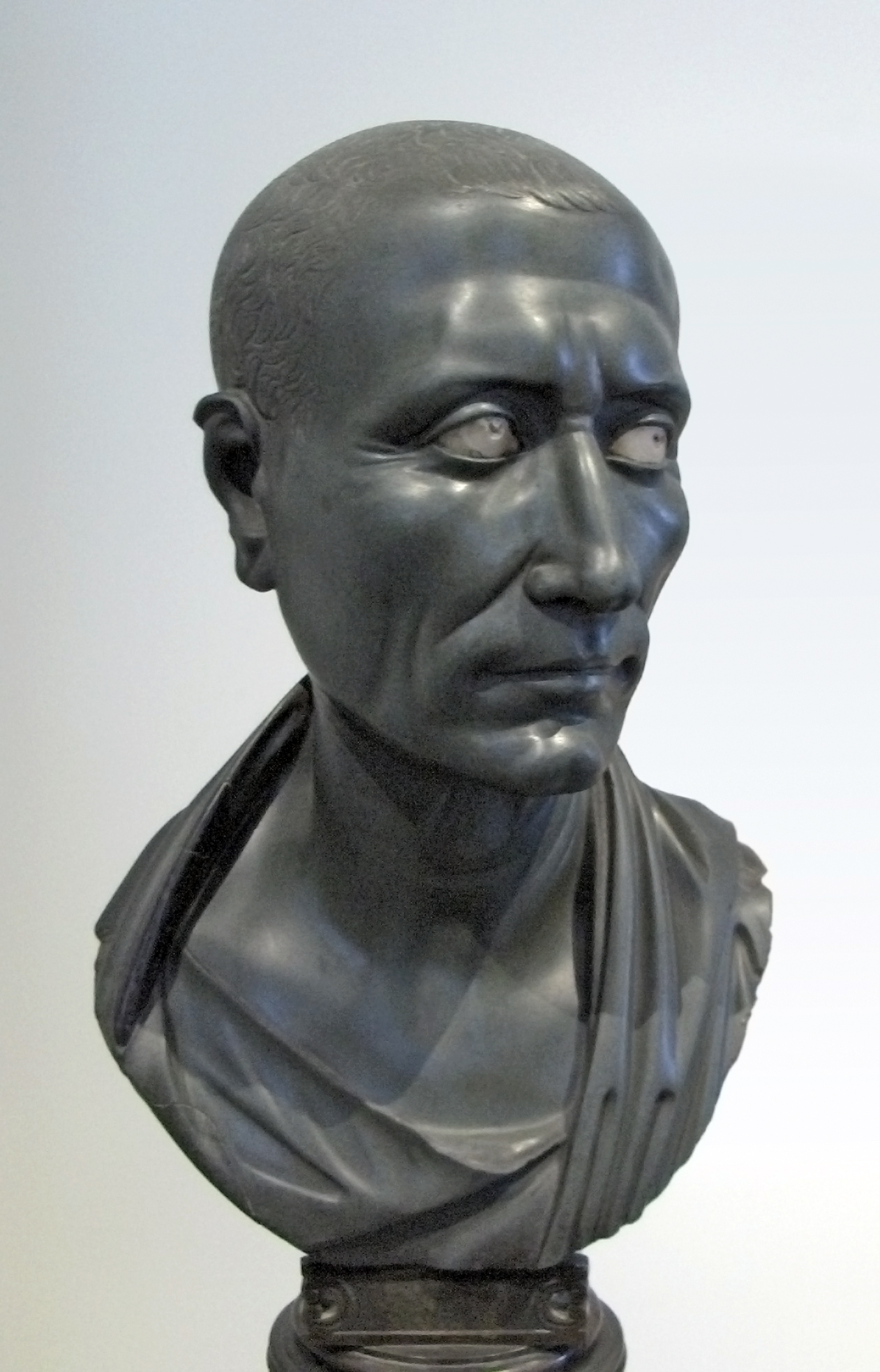
Busto di Cesare detto Cesare verde.

Nel 51 a.C., in occasione della sua partenza per il proconsolato in Cilicia, Cicerone chiese a Celio di tenerlo informato sugli avvenimenti dell'Urbe; le diciassette lettere che Celio inviò a Cicerone furono poi raccolte nell'VIII libro delle Epistulae ad familiares, e permettono di ricostruire con precisione la vita di Celio fino al febbraio del 48 a.C.
Nel 51 a.C. fu inoltre eletto edile curule per l'anno successivo; in tali veci si occupò di organizzare pubblici giochi, per i quali richiese a Cicerone l'invio dalla provincia di alcune pantere, e si impegnò a risolvere gli abusi relativi all'erogazione delle acque pubbliche. Fu inoltre coinvolto in un reciproco scambio di accuse con il censore Appio Claudio Pulcro, che aveva in un primo momento appoggiato.
Sebbene nelle lettere inviate a Cicerone avesse manifestato simpatia per l'aristocrazia senatoria e avversione per Cesare, Celio mutò con grande franchezza e cinismo i suoi orientamenti alla vigilia dello scoppio della guerra civile: il 1º gennaio del 49 a.C. in senato si propose di deliberare che Cesare dovesse lasciare il comando del suo esercito per non essere dichiarato nemico della patria, ma Celio si oppose al decreto, e in seguito al senatusconsultum ultimum del 7 gennaio lasciò Roma per raggiungere Cesare a Ravenna. La storiografia non ha accertato i motivi di questo repentino cambio di orizzonti politici, lo stesso Celio scrisse però a Cicerone di essere passato dalla parte dei Cesariani per via del risentimento che nutriva verso l'aristocratico Appio Claudio Pulcro e per l'amicizia che invece lo univa al cesariano Gaio Scribonio Curione. A solo un anno dalla sua adesione alla fazione cesariana Celio manifestava però già un profondo disprezzo per i suoi nuovi compagni.
Tornato a Roma nel 48 a.C., assunse l'incarico di pretore peregrino; deluso da tale nomina e cosciente delle inclinazioni autocratiche che Cesare stava dimostrando, e venuto meno, con la morte di Curione e Appio Claudio Pulcro, il motivo della sua adesione al partito cesariano, Celio fece opposizione all'opera del pretore urbano Gaio Trebonio che tentava di applicare i provvedimenti presi in materia di economia da Cesare l'anno precedente. Fallita tale politica, Celio, come molti populares avevano fatto prima di lui, propose una prima legge che prevedesse il condono di un anno di pigione per i locatari, fino ad arrivare a chiedere la totale cancellazione dei debiti; si scatenarono dunque violenti disordini per i quali lo stesso Trebonio fu scacciato dal suo tribunale, ma il console Publio Servilio Vatia Isaurico radunò delle truppe a Roma e fece pressioni sul senato, circondando la curia, perché approvasse un senatusconsultum ultimum che gli affidasse la difesa della città. Celio fu dunque deposto dalla carica che rivestiva ed espulso per la sua condotta dal senato. Le leggi che egli aveva fatto approvare furono abrogate, e, mentre tentava di difendersi nel Foro, fu scaraventato giù dai rostri mentre la sua sella curule veniva distrutta.

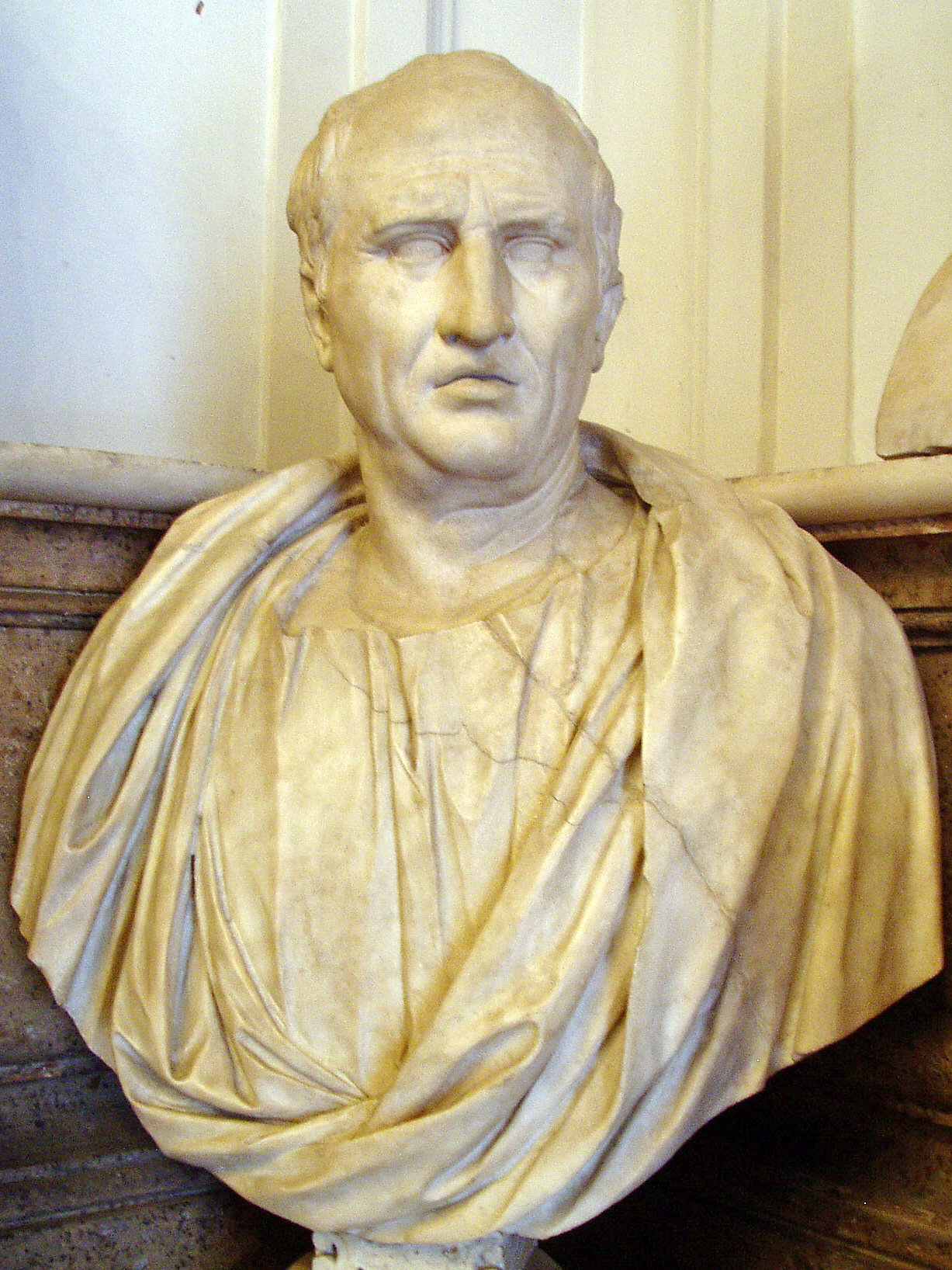
Busto di Cicerone conservato ai Musei capitolini di Roma.

Adducendo come pretesto quello di voler esporre a Cesare l'accaduto per decidere il da farsi, Celio lasciò Roma per recarsi, in realtà, nel Sud Italia, dove aveva chiesto a Milone, che si trovava in esilio a Marsiglia fin dal tempo del processo per l'uccisione di Clodio, di raggiungerlo. In precedenza, infatti, Milone aveva organizzato ludi gladiatori nella zona, e vi possedeva ancora un certo numero di combattenti; Celio, dunque, una volta che l'esule si fu unito a lui, lo inviò a Thurii a tentare di sollevare le popolazioni afflitte da una grave recessione economica contro Cesare. Egli, intanto, si recò nel Casilino con l'intento di rientrare a Roma; contemporaneamente, tuttavia, i suoi uomini, che stavano organizzando delle manovre per tentare di prendere Napoli, furono scoperti: divenuti noti i suoi piani, Celio fu dichiarato nemico di Roma e gli fu impedito di rientrare nell'Urbe.
Milone inviò lettere ai municipi vicini a Thurii sostenendo di agire per conto di Pompeo e invitando chi era oppresso dai debiti a sollevarsi. Poiché tuttavia non otteneva alcun risultato, decise dunque di liberare gli schiavi dagli ergastula e mosse all'attacco della città di Compsa; qui fu però raggiunto dal pretore Quinto Pedio, alla guida di una legione: negli scontri, Milone fu colpito da un sasso scagliato dalle mura della città e ucciso. Non appena gli giunse la notizia della morte dello stesso Milone, Celio si recò presso i Bruzi, nell'estremo tentativo di convincerli a rivoltarsi, ma, giunto a Thurii, fu trucidato dalla popolazione del luogo e dai cavalieri gallici e ispanici che presidiavano la città.

## Ritratto di Celio
Il personaggio di Celio, che si distinse anche per un'attività oratoria di cui rimangono alcuni frammenti, fu variamente considerato e giudicato dagli autori antichi.

### Catullo e Clodia

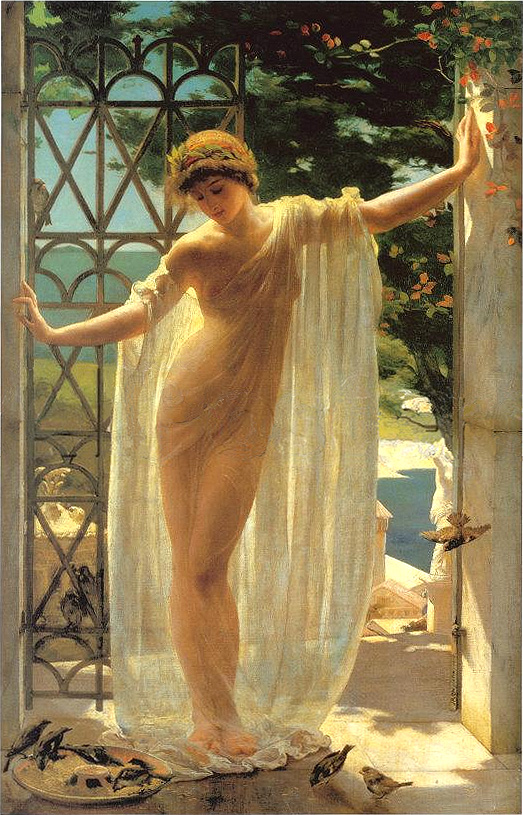
Clodia-Lesbia in un'opera di John Reinhard Weguelin.

Risulta possibile, se - com'è opinione universalmente accettata - si identifica la Lesbia catulliana con Clodia, che Celio Rufo, amante della stessa Clodia dal 59 al 56 a.C., sia il Rufo di cui parlano i carmina 69 e 77 del Liber di Catullo; l'identità del cognomen è comunque un elemento troppo debole per consentire di identificare con certezza il Rufo catulliano, che presenta inoltre caratteristiche che mal si conciliano con gli altri dati di cui si dispone a proposito di Celio. Oggi è invece ritenuta falsa l'interpretazione che ha a lungo identificato il Celio dei carmina 58 e 100 con Celio Rufo; risulta infatti più probabile che il personaggio, definito «flos Veronensum iuvenum» («fiore dei giovani veronesi»), sia un amico veronese del poeta.
Tali interpretazioni sono comunque fondate sul legame amoroso, palesato da Cicerone nella Pro Caelio, che sarebbe intercorso tra Celio e Clodia; risulta tuttavia possibile che tale relazione sia in realtà stata un'invenzione operata da Cicerone in funzione della sua strategia di patronus al processo.

### Gli altri autori
Dell'attività oratoria di Celio restano pochissimi frammenti, tuttavia ci rimangono le testimonianze di Cicerone, Quintiliano e Tacito. Egli fu allievo di Cicerone, che lo definì «lectissimus adulescens», ovvero «giovane eccellente», perfettamente padrone dell'ars rethorica. Secondo la testimonianza di Marco Fabio Quintiliano, Celio era solito fare uso, nei suoi discorsi, di sarcasmo, mescolando serio e ridicolo e narrando, all'interno delle sue orazioni, aneddoti divertenti. Secondo Lucio Anneo Seneca, egli fu invece uomo particolarmente iracondo, tanto da attaccar briga con chiunque gli fosse vicino. Per Ambrogio Teodosio Macrobio, infine, Celio fu uomo noto alla folla della plebe, cui si mescolava per creare disordini.
La forte personalità di Celio traspare chiaramente anche dall'VIII libro delle Epistulae ad familiares di Cicerone; tuttavia, per la tendenza tipicamente drammatica della lingua di Celio, le sue lettere, le peggio tramandate di tutta la raccolta, risultano spesso oscure e presentano comunque notevoli difficoltà interpretative per via dei continui rinvii ai Commentari rerum urbanarum, i resoconti della vita politica romana che Celio inviava a Cicerone assieme alle lettere, oggi perduti.